# Henri Baillet
Pour les articles homonymes, voir Baillet.
Pour les autres membres de la famille, voir Famille Baillet.
Henri Baillet est un noble français, trésorier de France sous le règne de Philippe VI de Valois. Il est cité en 1347.

## Biographie
Issue d'une famille parisienne ayant rendu de notables services dans les différentes charges dont ils eurent la charge. Nicole Gilles dans ses Annales de l'année 1347, Duchesne Blanchard dans son Catalogue des Présidents à Mortier du Parlement de Paris font mention de cette famille.
Il a épousé, vers 1310 Jeanne des Essars, née vers 1285, fille de Pierre des Essars (morte en 1346), général des finances du roi, et de Jeanne de Pacy (morte en 1392). De cette union naquirent Jean Ier Baillet, trésorier du dauphin (le futur Charles VI), époux de Jacqueline d'Ay, tante par alliance de Jean du Drac, président au parlement de Paris ; Jeanne Baillet, épouse après 1345 de Jean Gentien, général maître des Monnaies du roi, dont le père Nicolas Gentien a épousé aussi une femme du nom de Jeanne des Essarts.